# 배화여자고등학교
배화여자고등학교(培花女子高等學校)는 대한민국 서울특별시 종로구 필운동에 있는 사립 고등학교이다.

## 학교 연혁
- 1898년 10월 2일 : 미국 남감리교 여선교사 조세핀 필 캠벨(Mrs. Josephine Eaton Peel Campbell)여사가 최초의 여 선교사로 제물포에 상륙, 내한하여 고간동(현 내자동)에서 캐롤라이나 학당을 창설, 개교(당시 학생수는 여학생 2명, 남학생 3명)
- 1903년 10월 2일 : 중학교 예비과를 설치
- 1910년 4월 2일 : 캐롤라이나 학당 명칭을 배화학당이라고 개칭하고 초대 교장대리로 니콜스 여사 취임
- 1912년 5월 15일 : 조선 교육령 공포에 의해 고등과와 보통과를 설치
- 1916년 1월 16일 : 고간동 구교사로부터 누하동 연와조 교사(현 과학관)로 이전
- 1916년 4월 11일 : 3년제 고등과를 4년제로 개정
- 1925년 3월 27일 : 교명을 배화여자 고등 보통학교로 개칭(25.4.30 인가)
- 1926년 12월 7일 : 필운동에 캠벨 기념관(현 본관)을 신축
- 1938년 3월 20일 : 학교 명칭을 배화여자고등학교, 배화여자소학교로 개칭
- 1943년 12월 1일 : 배화 여자 소학교를 경성 여자배화학교로 개칭
- 1945년 9월 28일 : 경성여자 배화학교를 개교 36년만에 폐교, 재학생을 종로국민학교에 전출
- 1946년 4월 1일 : 교명을 배화여자중학교(6년제)로 개칭
- 1951년 5월 18일 : 교육법 개정으로 배화여자중학교와 배화여자고등학교로 개편
- 1956년 7월 18일 : 체육관인 미란관 신축(건평 106평)
- 1959년 9월 25일 : 대강당 신축(3층, 총 840평)
- 1970년 4월 7일 : 과학관 준공(3층, 총 325.74평)
- 1971년 4월 19일 : 연와조 3층 건물을 미 선교사로부터 인수, 생활관으로 개설(대지 410평, 건평 150평)
- 1988년 10월 20일 : 과학관에 4층 및 8교실을 증축, 과학관 전체 교실 개수공사 완료
- 2011년 6월 28일 : 급식시설(자란관) 증축
- 2017년 1월 6일 : 캠벨기념관(본관) 등록문화재 제673호 등록
- 2017년 1월 6일 : 캐롤라이나관(과학관) 등록문화재 제672호로 등록
- 2020년 3월 1일 : 제18대 이현식 이사장 취임
- 2020년 3월 1일 : 제24대 노남희 교장 취임
- 2020년 6월 26일 : 배화기념관 개관(구 생활관을 기념관으로 개보수)

## 생활관
20세기 초 서양 선교사 숙소 건축의 특징을 간직하고 있는 건축물이다. 2004년 9월 4일 대한민국의 국가등록문화재 제93호로 지정되었다.

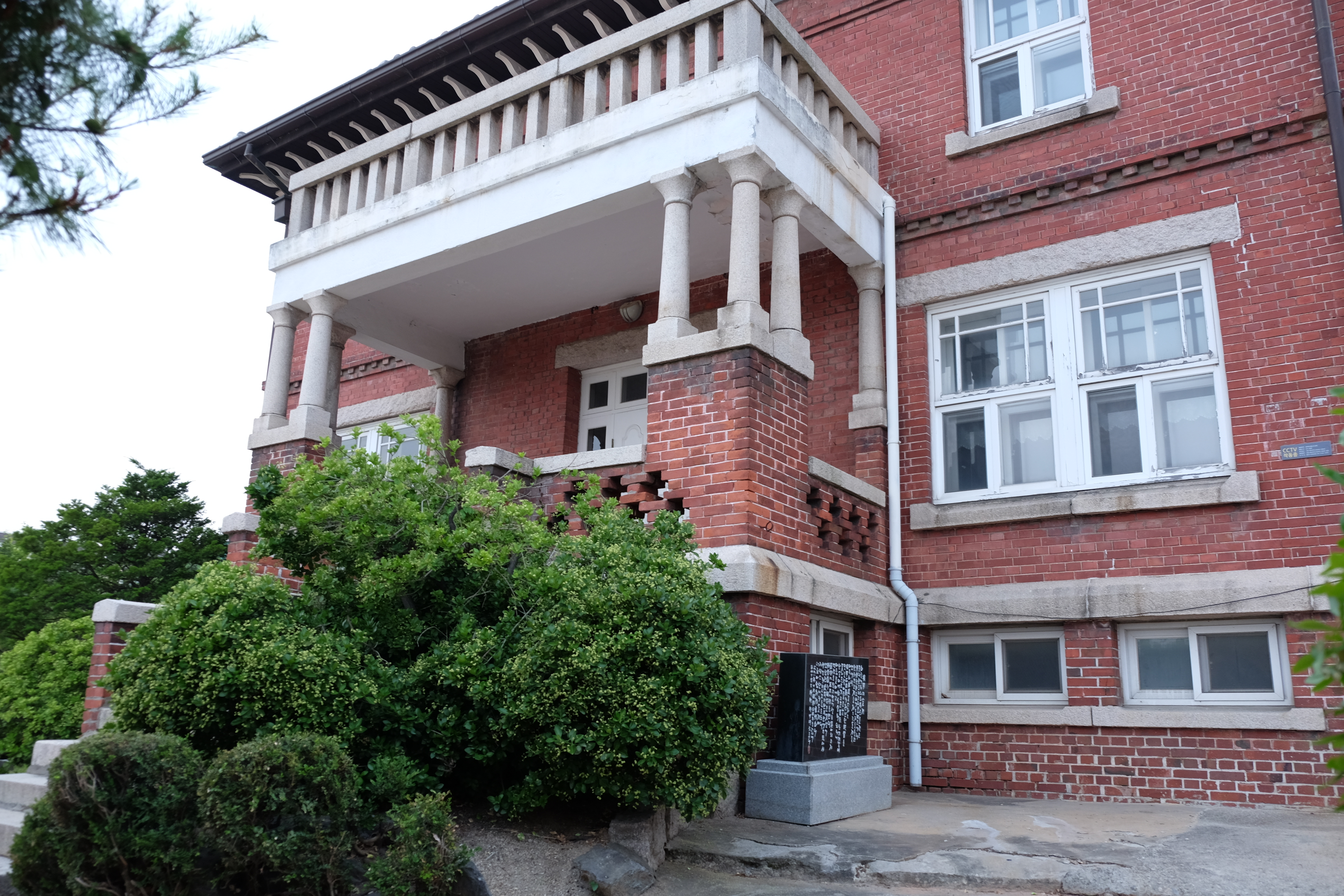
생활관1
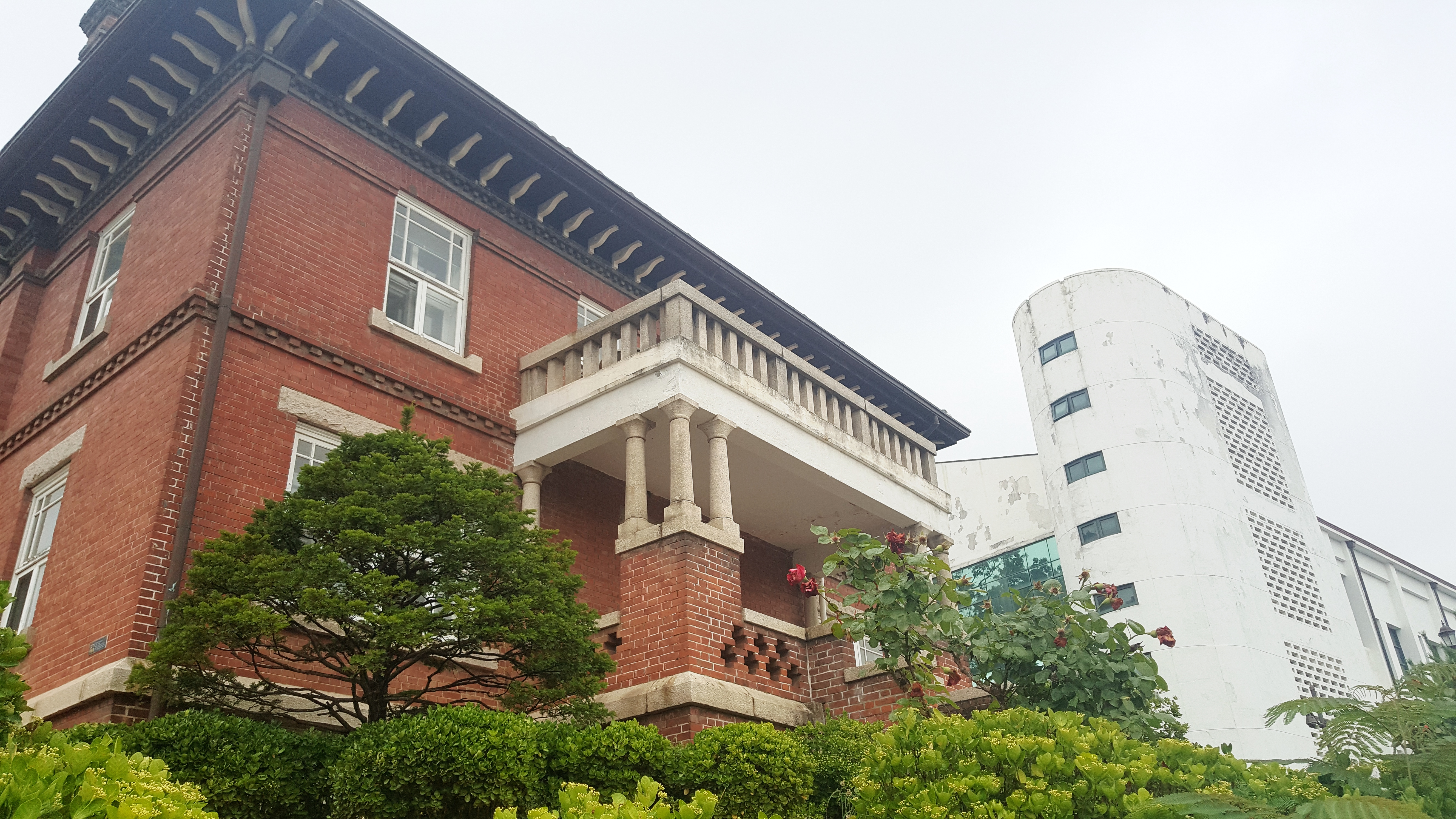
생활관2

## 참고 문헌
- 배화여자고등학교 - 한국교육학술정보원 학교알리미

## 같이 보기
- 배화여자고등보통학교 여자 정구단
- 배화여자대학
- 배화여자중학교